# Paphiopedilum armeniacum
Paphiopedilum armeniacum S.C.Chen & F.Y.Liu, 1982  è una pianta della famiglia delle Orchidacee.

## Descrizione
È un'orchidea di piccola taglia, terricola, che cresce nell'humus che si raccoglie nelle spaccature tra le rocce. È costituita da un ciuffo da 5 fino a 7 foglie oblunghe, ad apice acuto oppure ottuso, di colore verde scuro con screziature bianche nella pagina superiore e con macchie viola in quella inferiore. La fioritura avviene da fine inverno fino ad inizio primavera ed è costituita da un unico fiore che cresce su uno stelo eretto, pubescente, di colore verde tendente al viola, alto fino a 25 centimetri. Il fiore, grande fino a 7,5 cm, ha una consistenza cartacea, finemente tramato e di colore giallo sia i petali che i sepali, come pure il labello sacciforme.

## Distribuzione e habitat
La specie è endemica della provincia cinese dello Yunnan, dove cresce terricola, dal livello del mare fino a 2000 metri di quota.

## Coltivazione
Questa pianta si coltiva in terriccio fertile in vasi, richiede ombra e teme la luce solare diretta, gradisce temperature non troppo alte .